# Rhynchomeles prattorum
El bandicut hocicudo de Seram (Rhynchomeles prattorum) es una especie de bandicut, la única del género Rhynchomeles. Como su nombre indica, es originaria de la isla de Ceram. 